# Giglia Tedesco
Pour les articles homonymes, voir Tedesco.
Gigliola « Giglia » Tedesco, née le 22 janvier 1926 à Rome (Italie) et morte le 9 novembre 2007 dans cette même ville, est une femme politique italienne.

## Biographie
Gigliola Tedesco naît le 22 janvier 1926 à Rome. Elle descend d’une famille originaire d’Andretta et baigne dans la politique : son grand-père patternel — Francesco Tedesco (it) — est plusieurs fois ministre sous Giovanni Giolitti et son père — Ettore Tedesco (it) — est un avocat et député antifasciste. Gigliola Tedesco étudie au lycée classique Tasso puis à la faculté de droit,.
Tedesco rejoint l'Union des femmes en Italie (UDI) en 1945, puis le Parti communiste italien (PCI) l’année suivante, à 20 ans,. Au PCI, elle milite pour les droits des femmes, et y rencontre plus tard Antonio Tatò (it), déjà père de quatre enfants. De 1959 à 1973, elle fait partie de la présidence nationale de l’UDI. En 1960, elle rejoint le comité central du PCI, et en 1984 sa direction.
Elle est sénatrice de 1968 à 1994 et vice-présidente du Sénat durant la IXe législature (de 1983 à 1987).
Elle s’engage pour la réforme du droit de la famille, notamment lors de la loi pour le divorce de 1970 puis de la réforme du droit de la famille de 1975 (it) qui introduit la parité dans l’autorité parentale. Membre du comité pour la réforme du droit de la famille, elle est rapporteuse de la loi no 194 qui légalise l'avortement en Italie en 1978 puis de la loi no 164 reconnaissant la condition des personnes transgenres en 1982.
En 1993, elle est élue présidente du Parti démocrate de la gauche.
Elle meurt le 9 novembre 2007 à Rome.

## Distinctions
- Chevalier grand-croix de l'Ordre du Mérite de la République italienne le 21 mai 1996, sur initiative du président de la République[11].
- Citoyenne d'honneur de la commune d'Andretta en 1983[a].

## Postérité
L’école de formation supérieure de l’istituto Sant’Anna de Narni porte son nom.
En 2018, les Archives du Sénat italien publient un recueil de ses discours parlementaires dans le volume Giglia Tedesco Tatò: raccolta dei discorsi parlamentari,.

## Publication
- (it) Il diritto di famiglia : conosciamo la nuova legge, 1976